# Okręg zakatalski
Okręg zakatalski (ros. Закатальский округ) – jednostka administracyjna Imperium Rosyjskiego w składzie Namiestnictwa Kaukaskiego, istniejąca w latach 1859–1918 na Kaukazie Południowym na pograniczu dzisiejszej Gruzji i Azerbejdżanu.
Powierzchnia 4033,7 km² (3544,3 wiorst²), ludność w 1897 – 84 224 osób, siedziba władz – Zakatały. Dzielił się na cztery cyrkuły: aliabadzki, kaski, biełokański i dżaro-muchaski. Według rosyjskiego spisu powszechnego z 1897 okręg liczył 84 224 mieszkańców, z tego 31 670  (37,6%) Awarów, 28 950 (34,4%) Azerów (ówcześnie "Tatarów"),  12 389 (14,7%) Gruzinów (właściwie Ingilojców), 7 441 (8,8%) Dargijczyków i  2 100 (2,5%) Ormian. Okręg graniczył od północy (przez grzbiet Kaukazu) z obwodem dagestańskim, od zachodu z gubernią tyfliską, od południa i wschodu z gubernią jelizawietpolską.
Okręg zakatalski był jedynym w całym Imperium okręgiem nie wchodzącym w skład żadnej guberni ani obwodu. Władzę w okręgu sprawował naczelnik (начальник округа). W 1867 naczelnikiem został mianowany gen. Borys Martynowicz (właśc. Бегбут Мартиросович Шелковников).
Okręg zakatalski powstał z przekształcenia okręgu dżaro-biełokańskiego (1830–1859). Po upadku Cesarstwa Rosyjskiego znalazł się pod władzą Demokratycznej Republiki Gruzji. Ówczesna Demokratyczna Republika Azerbejdżanu wysuwała wobec Gruzji roszczenia o ten obszar, ale – w odróżnieniu od sporu gruzińsko-armeńskiego – nigdy nie doprowadziły one do konfliktu politycznego ani tym bardziej zbrojnego. Po sowieckim podboju Zakaukazia i utworzeniu Zakaukaskiej FSRR, w marcu 1922 Biuro Zakaukaskie CK RKP(b) zadecydowało o wyłączeniu tego obszaru z Gruzińskiej SRR i włączeniu do Azerbejdżańskiej SRR.